# سوئانلیک (متروی استانبول)
سوئانلیک (انگلیسی: Soğanlık) یکی از ایستگاه‌های خط ام۴ متروی استانبول است.
این ایستگاه که در منطقه کارتال قرار دارد در سال ۲۰۱۲ تأسیس شده‌است.